# Arboga Nyheter
Arboga Nyheter var en svensk dagstidning utgiven från 31 december 1904 till 30 december 1905, i Örebro 1905. Tidningen startade med ett provnummer 31 december 1904. Tidningen fullständig titel var Arboga Nyheter / Tidning för Arboga och omnejd.

## Redaktion
Redaktionen låg i Arboga men tidningen gavs ut i Örebro. Ansvarig utgivare hette Elof Ljunggren och var också redaktör. Tidningen var frisinnad. Tidningens utgivning var tre dagar i veckan tisdag, torsdag och lördag. En periodisk bilaga medföljde ibland. Tidningen var när anknuten till Nerikes-Tidningen som också hade Elof Ljunggren som redaktör. 

## Tryckning
Förlaget hette hela utgivningen Örebro nya tryckeri-aktiebolag i Örebro och tryckeriet hade samma namn Örebro nya tryckeri-aktiebolag. Tidningens fyra sidor fylldes med antikva bara i svart på varierande satsytor som var stora som störst 69 x 45 cm. Minsta formatet hade ett extranummer med 42 x 32 cm som mått. En årsprenumeration kostade 3,50 kronor.